# Veniamine Basner
Veniamine Iefimovitch Basner (en russe : Вениамин Ефимович Баснер), né le 1er janvier 1925 à Iaroslavl (Union soviétique), et décédé le 3 septembre 1996 à Saint-Pétersbourg (Russie), est un compositeur soviétique.

## Biographie
Il joue du violon dès l'âge de six ans, et celui-ci reste toute sa vie durant son instrument préféré. Il entre au Conservatoire de Leningrad, dont il sortit diplômé en 1949. Il a l'occasion de rencontrer Dmitri Chostakovitch, qui l'encourage à devenir compositeur, et avec lequel il noue une grande amitié[réf. nécessaire].
Ses premiers essais de composition remontaient à ses quinze ans[réf. nécessaire]. En 1955, il remporta le prix International des Compositeurs à Varsovie pour son second quatuor à cordes, fruit et annonciateur d'une période de grande fécondité artistique[réf. nécessaire]. Basner composa pour tous les genres : orchestre, musique de chambre, théâtre, chansons et cinéma ; au point parfois de reprendre des thèmes de ses mélodies de chansons dans des pièces plus vastes, comme sa seconde symphonie ou son cinquième quatuor[réf. nécessaire]. Il composa plus de cent musiques de films et environ trois cents chansons[réf. nécessaire].
Le drame de la Seconde Guerre mondiale était souvent présent derrière sa musique, dans tous les genres, et trouva une occasion supplémentaire de s'exprimer dans sa composition pour Le Destin d'un homme de Serguei Bondartchouk en 1959[réf. nécessaire]. Basner fut nommé Artiste du peuple de la RSFSR[réf. nécessaire]. Après sa mort, en 1996, son nom fut donné à l'astéroïde (4267) Basner découvert à l'Observatoire d'astrophysique de Crimée.
L'artiste est inhumé au cimetière de Komarovo[réf. nécessaire].

## Œuvres principales

### Musique de ballet
- Les Trois mousquetaires (1964)

### Musique de scène
Il compose treize musiques de scènes dont :
- L'Étoile polaire, comédie musicale (1966)
- La Croix du Sud, comédie musicale (1970)
- Crues de printemps, opéra (1975)

### Musique orchestrale
- Poème de Leningrad assiégée, poème symphonique (1957)
- Symphonie no 1 (1958)
- Concerto pour violon (1966)
- Symphonie no 2
- Symphonie no 3

### Musique instrumentale
- Quatuor à cordes no 1
- Quatuor à cordes no 2
- Quatuor à cordes no 3
- Quatuor à cordes no 4
- Quatuor à cordes no 5

### Musique vocale
- Feu éternel, pour voix et orchestre (1971)
- Goya, monologue pour basse, cor anglais, basson et piano

### Chansons
- Sur les hauteurs anonymes

## Filmographie
- 1956 : Sasha Enters Life (Sasha vstupayet v zhizn)
- 1956 : La Garnison immortelle (Бессмертный гарнизон, Bessmertnyy garnizon)
- 1958 : Leningrad Symphony (Leningradskaya simfoniya)
- 1959 : Trois sont sortis de la forêt (Трое вышли из леса, Troe vyshli iz lesa)
- 1959 : Le Soleil brille pour tout le monde (Солнце светит всем, Solntse svetit vsem)
- 1959 : Leurs premières amours (Сверстницы)
- 1959 : Le Destin d'un homme (Sudba cheloveka)
- 1960 : La Croisière tigrée (Polosatyy reys) de Vladimir Fetine
- 1960 : Michman Panin
- 1961 : Bitva v puti
- 1963 : Blood Ties (Rodnaya krov)
- 1964 : Mother and Stepmother (Mat i machekha)
- 1964 : Silence (Тишина, Tishina)
- 1964 : At Your Threshold (U tvoyego poroga)
- 1965 : Ouvrez, on sonne (Zvonyat, otkroyte dver)
- 1965 : Kak vas teper nazyvat?
- 1966 : Wild Honey  (Dikiy myod)
- 1968 : The Scouts (Razvedchiki)
- 1968 : Armiya Tryasoguzki snova v boyu
- 1969 : Troynaya proverka
- 1969 : Five Days of Rest (Pyat dney otdykha)
- 1969 : L'Ambassadeur de l'Union soviétique (Posol Sovetskogo Soyuza)
- 1969 : Belyy flyuger
- 1971 : Vozvrashcheniye k zhizni
- 1971 : Allow Take-Off! (Razreshite vzlyot!)
- 1971 : Inspektor ugolovnogo rozyska
- 1971 : Gorod pod lipami (Epizody geroicheskoy oborony)
- 1972 : Grand maître
- 1973 : I Serve at the Border (Ya sluzhu na granitse)
- 1974 : Strange Adults (Strannye vzroslye) (TV)
- 1974 : Front Without Flanks (Front bez flangov)
- 1974 : Le Blocus (Blokada: Luzhskiy rubezh, Pulkovskiy meredian)
- 1975 : Na vsyu ostavshuyusya zhizn... (feuilleton TV)
- 1975 : Dozhit do rassveta
- 1976 : Les Jours des Tourbine (Дни турбиных) (TV)
- 1977 : Front Beyond the Front Line (Front za liniey fronta)
- 1977 : Dobrota
- 1977 : Le Blocus (Blokada: Leningradskiy metronom, Operatsiya Iskra)
- 1978 : Vstrecha v kontse zimy
- 1978 : Last Chance (Posledniy shans)
- 1979 : Family Business (Rodnoye delo)
- 1980 : Trevoga (TV)
- 1981 : They Were Actors (Oni byli aktyorami)
- 1981 : Kontrolnaya po spetsialnosti
- 1981 : Front in the Rear of the Enemy (Front v tylu vraga)
- 1981 : Facts of the Past Day (Fakty minuvshego dnya)
- 1982 : Vladivostok, god 1918
- 1982 : An Awful Day (Varvarin den)
- 1983 : Zdes tvoy front
- 1983 : Voditel avtobusa (TV)
- 1984 : Conway's Times and Family (Vremya i semya Konvey)
- 1984 : Reportazh s linii ognya
- 1984 : Cherez vse gody
- 1985 : The Sunday Daddy (Voskresnyy papa)
- 1985 : Tri protsenta riska
- 1985 : Taynaya progulka
- 1985 : Muzhskiye trevogi (TV)
- 1986 : Sem krikov v okeane
- 1986 : Rys Returns (Rys vozvrashchayetsya)
- 1989 : V poiskakh pravdy
- 1989 : Malenkiy chelovek v bolshoy voyne
- 1989 : Was There Karotin? (A byl li Karotin)
- 1991 : Lyumi
- 1993 : Why Would an Honest Man Need an Alibi? (Zachem alibi chestnomu cheloveku?)
- 1996 : The Return of the Battleship (Vozvrashcheniye bronenostsa)
- 2000 : Still Remembering and Loving... (Pomnyu, lyublyu...)

## Sources
- Theodore Baker, Nicolas Slonimsky, Alain Pâris et Marie-Stella Pâris, Dictionnaire biographique des musiciens, R. Laffont, 1995 (ISBN 2-221-06510-7, 978-2-221-06510-5 et 2-221-06787-8, OCLC 33096600, lire en ligne)